# Rui Maria de Araújo
Pour le footballeur portugais, voir Rui de Araújo.
Rui Maria de Araújo, né le 21 mai 1964 à Mape, est un médecin et homme d'État timorais, membre du Fretilin. Il est Premier ministre du 16 février 2015 au 14 septembre 2017.

## Biographie
Araújo est né à Mape dans la municipalité de Cova Lima. Il est marié avec Teresa António Madeira Soares et est père de 2 enfants.
Il est membre du Front révolutionnaire pour l'indépendance du Timor oriental (Fretilin). Ministre de la Santé de 2001 à 2006, puis vice-Premier ministre de 2006 à 2007, il accède au poste de Premier ministre le 16 février 2015, en succédant à Xanana Gusmão qui a démissionné.
À la suite des élections législatives du 22 juillet 2017, il tente de former une coalition entre le Fretilin et le Congrès national de reconstruction timoraise (CNRT) mais ce dernier décide de siéger dans l'opposition et Marí Alkatiri succède à Araújo à la tête du gouvernement le 15 septembre 2017.